# Albert Demoulin
Pour les articles homonymes, voir Demoulin.
Albert Demoulin, né le 30 août 1863 à Escombres-et-le-Chesnois dans les Ardennes et mort le 13 août 1946 à Barbonne-Fayel dans la Marne, est un homme politique français.

## Biographie
Son père Nicolas est charpentier. Très tôt il connaît le monde syndical en devenant secrétaire du syndicat des métaux. En tant qu'ouvrier mécanicien, il travaille chez Hardy-Capitaine. Il entre vite dans la vie de Rimogne. En effet, en 1901, il soutient les ardoisiers rimognats. Un de ses principes était "Faire au mieux des intérêts de la localité". En 1906, il intègre les Ardoisières en étant dans son conseil d'administration.
Très actif en propagande socialiste, Demoulin est délégué au congrès de Lyon en 1901, aux congrès nationaux de la SFIO à Limoges (1906), Nancy (1907), Toulouse (1908) et Saint-Étienne (1909). En 1910, il devient conseiller municipal sous le mandat de Jules Desplous. Après une lutte acharné pour devenir député des Ardennes aux élections législatives de 1902, 1906 et 1910, il parvient enfin à battre le député Dunaime en 1914 par 5 752 voix contre 5675. Pendant la Première Guerre mondiale, il essaie de garder le lien entre les militants. Au sortir de la guerre, en 1919, il est de nouveau candidat aux élections législatives qu'il perd. Demoulin meurt en 1946, à l'âge de 83 ans.

## Sources
- « Albert Demoulin », dans le Dictionnaire des parlementaires français (1889-1940), sous la direction de Jean Jolly, PUF, 1960 [détail de l’édition]